# Anthony Delon
Anthony Delon (Los Angeles, 1964. szeptember 30. –) francia-amerikai színész, Alain és Nathalie Delon színészek fia.

## Magánélet
Delon Stefánia monacói hercegnő egykori barátja. Egy lánya született Marie-Hélène Le Borges-tól, a párizsi Crazy Horse táncosától 1986-ban. 2006. június 27-én feleségül vette Sophie Clericót; 2012-ben váltak el. Két lányuk van, akik 1996-ban, illetve 2001-ben  születtek.

## Filmjei
| Év   | Eredeti cím                     | Magyar cím               | Magyar hangja | Rendező                 | Megjegyzések | Forrás          |
| ---- | ------------------------------- | ------------------------ | ------------- | ----------------------- | ------------ | --------------- |
| 1986 | Une épine dans le cœur          |                          |               | Guido                   |              |                 |
| 1987 | Cronaca di una morte annunciata |                          |               | Santiago Nasar          |              | Francesco Rosi  |
| 1992 | Sup de fric                     |                          |               |                         |              |                 |
| 1997 | La vérité si je mens            |                          |               |                         |              |                 |
| 1997 | Le Désert de feu                |                          |               | Ben Tafud/René Duvivier |              |                 |
| 2001 | Un amour de femme               |                          |               | David                   |              |                 |
| 2004 | Commissaire Moulin              | Moulin felügyelő         |               |                         | egy epizód   |                 |
| 2005 | 3 femmes... un soir d'été       | Három nő, egy nyári este |               | Mathias Auvignon        | negy epizód  |                 |
| 2010 | Paris Connections               |                          |               | Jake Sica               |              | Harley Cokeliss |
| 2020 | Polisse                         |                          |               | Alex                    |              | Maïwenn         |